# کوه مالوندوه
کوه مالوندوه (به لاتین: Malundwe Mountain) یک تپه در تانزانیا است که در Morogoro Region, Tanzania واقع شده‌است. کوه مالوندوه ۱٬۲۹۰ متر بالاتر از سطح دریا واقع شده‌است.